# Guadalupe Acosta Naranjo
Guadalupe Acosta Naranjo (Los Mochis, 4 juni 1964) is een Mexicaans politicus van de Partij van de Democratische Revolutie (PRD).
Acosta studeerde economie aan de Autonome Universiteit van Nayarit en was leider van de suikerrietvakbond in Nayarit, die hij wist los te weken van de Confederatie van Mexicaanse Arbeiders (CTM) en de Nationale Boerenconfederatie (CNC), organisaties gelieerd aan de oppermachtige Institutioneel Revolutionaire Partij (PRI). 
In 1988 werd Acosta in de Kamer van Afgevaardigden gekozen, en een jaar later was hij een van de oprichtende leden van de PRD. In 1996 deed hij een gooi naar het burgemeesterschap van Tepic. Hij verloor die verkiezing maar beschuldigde zijn tegenstander van de PRI van verkiezingsfraude. In 2002 werd hij gearresteerd wegens overtreding van de verkiezingswetten bij de verkiezing, maar daar er geen bewijs was werd hij vrijgesproken.
In 2008 werd hij tot interim-voorzitter van de PRD gekozen, nadat de eerdere verkiezing tussen Jesús Ortega en Alejandro Encinas door onregelmatigheden geen duidelijk resultaat had opgeleverd. Nadat in november de overwinning van Ortega alsnog erkend werd volgde deze Acosta op als voorzitter.
Sinds 2009 zit Acosta in de Kamer van Afgevaardigden.